# Théo Bongonda
Théo Bongonda (Charleroi, 1995. november 20. –) belga születésű kongói DK válogatott labdarúgó, a spanyol Cádiz csatárja.

## Pályafutása

### Klubcsapatokban
Bongonda a belgiumi Charleroi városában született. Az ifjúsági pályafutását a Lodelinsart, a Charleroi és a JMG Lier csapatában kezdte, majd a Zulte Waregem akadémiájánál folytatta.
2013-ban mutatkozott be a Zulte Waregem első osztályban szereplő felnőtt keretében. 2015-ben a spanyol első osztályban érdekelt Celta Vigo szerződtette. A 2017–18-as szezonban a török Trabzonspor és a belga Zulte Waregem csapatát erősítette kölcsönben. 2018-ban visszatért a Zulte Waregemhez. 2019-ben a Genkhez igazolt. 2022. augusztus 26-án hároméves szerződést kötött a spanyol Cádiz együttesével. Először a 2022. szeptember 2-ai, Celta Vigo ellen 3–0-ra elvesztett mérkőzés 63. percében, Fede San Emeterio cseréjeként lépett pályára. Első gólját 2022. október 29-én, az Atlético Madrid ellen hazai pályán 3–2-es győzelemmel zárult találkozón szerezte meg.

### A válogatottban
Bongonda az U19-es és az U21-es korosztályú válogatottakban is képviselte Belgiumot.
2022-ben debütált a kongói DK válogatottban. Először a 2022. február 1-jei, Bahrein ellen 1–0-ra elvesztett mérkőzésen lépett pályára.

## Statisztikák
2023. március 10. szerint
| Klub                       | Szezon   | Osztály        | Bajnokság | Bajnokság | Kupa  | Kupa | Nemzetközi | Nemzetközi | Összesen | Összesen |
| Klub                       | Szezon   | Osztály        | Meccs     | Gól       | Meccs | Gól  | Meccs      | Gól        | Meccs    | Gól      |
| -------------------------- | -------- | -------------- | --------- | --------- | ----- | ---- | ---------- | ---------- | -------- | -------- |
| Zulte Waregem              | 2013–14  | Jupiler League | 19        | 1         | 3     | 1    | —          | —          | 22       | 2        |
| Zulte Waregem              | 2014–15  | Jupiler League | 14        | 3         | 1     | 0    | 3          | 0          | 18       | 3        |
| Zulte Waregem              | Összesen | Összesen       | 33        | 4         | 4     | 1    | 3          | 0          | 40       | 5        |
| Celta Vigo                 | 2014–15  | La Liga        | 8         | 1         | 1     | 0    | —          | —          | 9        | 1        |
| Celta Vigo                 | 2015–16  | La Liga        | 23        | 2         | 3     | 0    | —          | —          | 26       | 2        |
| Celta Vigo                 | 2016–17  | La Liga        | 30        | 1         | 7     | 1    | 6          | 0          | 43       | 2        |
| Celta Vigo                 | Összesen | Összesen       | 61        | 4         | 11    | 1    | 6          | 0          | 78       | 5        |
| Trabzonspor (kölcsönben)   | 2017–18  | Süper Lig      | 3         | 0         | 3     | 2    | —          | —          | 6        | 2        |
| Zulte Waregem (kölcsönben) | 2017–18  | Jupiler League | 13        | 5         | 0     | 0    | —          | —          | 13       | 5        |
| Zulte Waregem              | 2018–19  | Jupiler League | 37        | 14        | 2     | 0    | —          | —          | 39       | 14       |
| Zulte Waregem              | Összesen | Összesen       | 50        | 19        | 2     | 0    | 0          | 0          | 52       | 19       |
| Genk                       | 2019–20  | Jupiler League | 22        | 5         | 1     | 0    | 6          | 0          | 29       | 5        |
| Genk                       | 2020–21  | Jupiler League | 35        | 16        | 4     | 2    | —          | —          | 39       | 18       |
| Genk                       | 2021–22  | Jupiler League | 34        | 12        | 2     | 1    | 7          | 0          | 43       | 13       |
| Genk                       | Összesen | Összesen       | 91        | 33        | 7     | 3    | 13         | 0          | 111      | 36       |
| Cádiz                      | 2022–23  | La Liga        | 18        | 2         | 1     | 0    | —          | —          | 19       | 2        |
| Összesen                   | Összesen | Összesen       | 256       | 62        | 28    | 7    | 22         | 0          | 306      | 69       |

### A válogatottban
| Válogatott | Év       | Pályára lépés | Gól |
| ---------- | -------- | ------------- | --- |
| Kongói DK  | 2022     | 3             | 0   |
| Összesen   | Összesen | 3             | 0   |

## Sikerei, díjai
Genk
- Belga Kupa
  - Győztes (1): 2020–21